# Winds of Creation
Winds of Creation prvi je studijski album poljskog tehničkog death metal sastava Decapitated objavljen 17. travnja 2000. godine. Producent albuma je Piotr "Peter" Wiwczarek, gitarist i pjevač poljskog death metal-sastava Vader.

## Popis pjesama
Tekstovi: Sauron, glazba: Decapitated.
| 1.    | »Winds of Creation« | 4:13 |
| 2.    | »Blessed«           | 5:06 |
| 3.    | »The First Damned«  | 5:47 |
| 4.    | »Way to Salvation«  | 3:54 |
| 5.    | »The Eye of Horus«  | 5:25 |
| 6.    | »Human's Dust«      | 4:50 |
| 7.    | »Nine Steps«        | 5:11 |
| 8.    | »Dance Macabre«     | 2:48 |
| 37:14 |                     |      |

| Bonus pjesma | Bonus pjesma                         | Bonus pjesma | Bonus pjesma | Bonus pjesma | Bonus pjesma | Bonus pjesma | Bonus pjesma | Bonus pjesma | Bonus pjesma |
| Br.          | Skladba                              | Trajanje     |              |              |              |              |              |              |              |
| ------------ | ------------------------------------ | ------------ | ------------ | ------------ | ------------ | ------------ | ------------ | ------------ | ------------ |
| 9.           | »Mandatory Suicide« (obrada Slayera) | 3:32         |              |              |              |              |              |              |              |
| 40:46        |                                      |              |              |              |              |              |              |              |              |

## Zasluge
| Decapitated - Sauron - vokali, tekstovi, glazba - Vogg - gitara, glazba - Martin - bas-gitara, glazba - Vitek - bubnjevi, glazba | Ostalo osoblje - Peter - produkcija - Jacek Wiśniewski - omot albuma, grafički dizajn - Piotr Brzozowski - fotografije - Andy Bomba - inženjer zvuka - Bartłomiej Kuźniak - mastering - Mariusz Kmiołek - izvršna produkcija |